# Theodore Zeldin
Pour les articles homonymes, voir Zeldin.
Theodore Zeldin, né le 22 août 1933 en Palestine mandataire, est un historien, sociologue et philosophe britannique.

## Biographie
Né dans une famille juive en Palestine (alors sous mandat britannique), Zeldin est d’abord scolarisé en Égypte, puis en Angleterre (notamment à Birkbeck College). Il étudie ensuite au St Antony's College d'Oxford où il obtient son doctorat.  
Francophone et francophile, il est surtout connu en France pour son enquête sur Les Français et son Histoire des passions françaises en cinq volumes. Toutefois, l'ouvrage auquel il doit sa renommée internationale est son Histoire intime de l'humanité (An Intimate History of Humanity, 1994), où Zeldin sonde les préoccupations personnelles dans diverses civilisations, passées et présentes. Il y éclaire la façon dont les émotions, la curiosité, les attitudes relationnelles, les peurs ont évolué à travers les siècles. 
Depuis, Theodore Zeldin a mis l'accent sur la façon dont le travail peut être rendu moins ennuyeux et frustrant, dont les conversations peuvent devenir moins superficielles, les attitudes interpersonnelles plus honnêtes. Dans ce but, il a fondé en 2001 une société, The Oxford Muse Foundation, qui vise à promouvoir l’amélioration des relations personnelles, de travail et entre les cultures.  
En 2007, il a été nommé à la Commission pour la libération de la croissance française (dite « Commission Attali » du nom de son président, Jacques Attali). Zeldin est également l'auteur d'un roman, Happiness.

## Publications

### en anglais
- The Political System of Napoleon III (1958)
- Émile Ollivier and the Liberal Empire of Napoleon III (1963)
- Conflicts in French Society: Anticlericalism, Education and Morals in the Nineteenth Century: Essays (1970)
- History of French Passions (5 volumes : Ambition and Love; Intellect and Pride; Taste and Corruption; Politics and Anger; Anxiety and Hypocrisy) (1973–1977)
- The French (1982)
- préface à Jeremy Jennings, Georges Sorel: The Character and Development of His Thought (1985)
- préface à Le tunnel sous la Manche : chronique d'une passion franco-anglaise (1987)
- Guide to an Unknown City (2004)
- Guide to an Unknown University (2006)
- Gary Hill & Gerry Judah (avec Jenny Blyth) (2007)

### en français
- Ambition et amour : Histoire des passions françaises [« History of French Passions: Ambition and Love »], t. 1, Points, 1980, 421 p. (ISBN 978-2-02-005712-7) ; réédition Payot, coll. « Petite Bibliothèque Payot », 2002,  (ISBN 978-2228896849)
- Orgueil et intelligence : Histoire des passions françaises [« History of French Passions: Intellect and Pride »], t. 2, Points, coll. « Petite Bibliothèque Payot », 1980, 399 p. (ISBN 978-2-02-005711-0) ; réédition Payot, coll. « Petite Bibliothèque Payot », 2002,  (ISBN 978-2020057110)
- Goût et corruption : Histoire des passions françaises [« History of French Passions: Taste and Corruption »], t. 3, Points, coll. « Petite Bibliothèque Payot », 1981, 473 p. (ISBN 978-2-02-005776-9) ; réédition Payot, coll. « Petite Bibliothèque Payot », 2002,  (ISBN 978-2228896863)
- Colère et politique : Histoire des passions françaises [« History of French Passions: Politics and Anger »], t. 4, Points, coll. « Petite Bibliothèque Payot », 1981 (ISBN 978-2-02-005851-3) ; réédition Payot, coll. « Petite Bibliothèque Payot », 2002,  (ISBN 978-2228896870)
- Anxiété et hypocrisie : Histoire des passions françaises [« History of French Passions: Anxiety and Hypocrisy »], t. 5, Points, coll. « Petite Bibliothèque Payot », 1981, 511 p. (ISBN 978-2-02-005935-0) ; réédition Payot, coll. « Petite Bibliothèque Payot », 2002,  (ISBN 978-2228896887)
- Les Français [« The French »], Fayard, 1983, 522 p. (ISBN 978-2-213-01261-2)
- Le Bonheur [« Happiness »], Fayard, 1988, 333 p. (ISBN 978-2-213-02147-8)
- Les Françaises et l'Histoire intime de l'humanité [« An Intimate History of Humanity »], Fayard, 1994, 494 p. (ISBN 978-2-213-59323-4)
- De la conversation : Comment parler peut changer votre vie [« Conversation »], Fayard, 1999, 134 p. (ISBN 978-2-7028-2695-9)
- Les plaisirs cachés de la vie  (trad. de l'anglais), Paris, Fayard, 2014, 416 p. (ISBN 978-2-213-68175-7)

Télevision : "Miroir des passions françaises" de Jean A.Chérasse pour ARTE

## Décorations
- Commandeur de l'ordre des Arts et des Lettres (26 janvier 1995)[2].

## Source
- (en) Cet article est partiellement ou en totalité issu de l’article de Wikipédia en anglais intitulé « Theodore Zeldin » (voir la liste des auteurs).